# Haast (rzeka)
Haast (maor. Awarua) – rzeka w Nowej Zelandii, na Wyspie Południowej. Ma 97 km długości. Wypływa z Alp Południowych, płynie w kierunku zachodnim, uchodzi do Morza Tasmana w pobliżu miasta Haast. Głównym dopływem rzeki jest rzeka Landsborough. Nazwa rzeki pochodzi od nazwiska Juliusa von Haasta. Nad rzeką zbudowano most o długości 737 metrów, który jest siódmym pod względem długości mostem w Nowej Zelandii. Nazwa rzeki w języku maoryskim oznacza dwa strumienie. 